# Лейк-Каліфорнія (Каліфорнія)
Лейк-Каліфорнія (англ. Lake California) — переписна місцевість (CDP) в США, в окрузі Техама штату Каліфорнія. Населення — 3377 осіб (2020).

## Географія
Лейк-Каліфорнія розташований за координатами 40°21′33″ пн. ш. 122°12′29″ зх. д. / 40.35917° пн. ш. 122.20806° зх. д. (40.359132, -122.208060).  За даними Бюро перепису населення США в 2010 році переписна місцевість мала площу 17,17 км², з яких 16,30 км² — суходіл та 0,86 км² — водойми.

## Демографія
Згідно з переписом 2010 року, у переписній місцевості мешкали 3054 особи в 1137 домогосподарствах у складі 889 родин. Густота населення становила 178 осіб/км².  Було 1287 помешкань (75/км²).
Расовий склад населення:
| - 90,1 % — білих - 2,7 % — корінних американців - 1,0 % — азіатів - 0,4 % — чорних або афроамериканців - 0,2 % — вихідців з тихоокеанських островів - 1,8 % — осіб інших рас |

До двох чи більше рас належало 3,9 %. Частка іспаномовних становила 8,2 % від усіх жителів.
За віковим діапазоном населення розподілялося таким чином: 27,2 % — особи молодші 18 років, 58,6 % — особи у віці 18—64 років, 14,2 % — особи у віці 65 років та старші. Медіана віку мешканця становила 36,9 року. На 100 осіб жіночої статі у переписній місцевості припадало 100,9 чоловіків;  на 100 жінок у віці від 18 років та старших — 98,2 чоловіків також старших 18 років.
Середній дохід на одне домашнє господарство  становив 61 360 доларів США (медіана — 51 200), а середній дохід на одну сім'ю — 58 918 доларів (медіана — 50 625). Медіана доходів становила 50 956 доларів для чоловіків та 38 553 долари для жінок. За межею бідності перебувало 8,7 % осіб, у тому числі 11,4 % дітей у віці до 18 років та 0,0 % осіб у віці 65 років та старших.
Цивільне працевлаштоване населення становило 1041 осіб. Основні галузі зайнятості: роздрібна торгівля — 21,3 %, освіта, охорона здоров'я та соціальна допомога — 18,6 %, науковці, спеціалісти, менеджери — 18,3 %.